# Marie-Claude Taranger
Marie-Claude Taranger, née le 9 novembre 1946,  est une écrivaine et professeure de cinéma française. 

## Biographie
Marie-Claude Taranger est docteure ès lettres, en cinématographie (Paris 10, 1986) et professeure de cinéma à l'Université de Provence,.  Elle est l'auteur de la thèse Luis Buñuel : le jeu et la loi, sous la direction de Jean Rouch et a dirigé 11 thèses.

## Ouvrages
Marie-Claude Taranger publie, outre des ouvrages, des articles :
- Luis Buñuel : le jeu et la loi, Saint-Denis, PUV, 1990, 272 p. [thèse][4].
- avec Anne Roche, Celles qui n’ont pas écrit (récits de femmes dans la région marseillaise, 1914-1945), Aix-en-Provence, Édisud, 1995[5],[6].
- avec Anne Roche, L'Atelier de scénario. Éléments d'analyse filmique, Paris, éditions Dunod, 1999, (ISBN 2200343116), réédité en 2001 : Nathan, et 2005 : éditions Armand Colin